# Río Mula
El río Mula es un río del sureste de la península ibérica perteneciente a la cuenca hidrográfica del Segura que discurre íntegramente por la Región de Murcia (España). 

## Curso
Nace en las llamadas Fuentes de Mula, en la zona serrana del término municipal de Bullas, tras el que recibe varios arroyos y ramblas que bajan de las sierras de Burete, Lavia, Ceperos, y El Charco. Tras discurrir por el municipio que le da nombre, desemboca en la margen derecha del río Segura, entre los municipios de Alguazas y Las Torres de Cotillas, tras un recorrido de 64 kilómetros.

## Características
Transcurre al sur del núcleo urbano de Bullas (en donde forma el bucólico paraje del Salto del Usero) y por el norte de la ciudad de Mula, donde se halla el embalse de La Cierva, con capacidad para 5 hm³ y 2 hm³/año de volumen de regulación. 

Embalse de la Cierva

Poco antes de La Puebla de Mula se le une el río Pliego, que drena la vertiente norte de Sierra Espuña y la oriental de la Sierra del Cambrón. 
Pasa por los núcleos urbanos de Baños de Mula, Albudeite y Campos del Río, sirviendo de divisoria entre los municipios de Alguazas y Las Torres de Cotillas, donde se encuentra el embalse de Los Rodeos, presa de laminación de avenidas, bordeando la población de Alguazas poco antes de su desembocadura.
Tras el embalse de La Cierva, el Mula discurre por una amplia y fértil vega que mantiene una importante actividad agrícola, base de la economía comarcal. A partir de las aguas represadas en dicho embalse se ha creado una red informatizada de infraestructuras hidráulicas para un mejor aprovechamiento de las mismas, que permite a los agricultores de Mula un riego por goteo automatizado y pionero a nivel mundial.
La pendiente media del río es del 13 por mil y su cuenca de 659 km² de superficie.

## Flora y fauna
La parte alta del río Mula es una de las zonas de la Región de Murcia donde habita la nutria según un muestreo realizado en enero de 2005 en el río Segura y algunos de sus afluentes.